# Amalia di Sassonia (compositrice)
Maria Amalia di Sassonia (nome completo: Maria Amalia Augusta Federica Carolina Ludovica Giuseppa Aloysia Anna Nepomucena Filippina Vincenza Franziska Francesca di Paula di Chantal; Dresda, 10 agosto 1794 – Pillnitz, 18 settembre 1870) è stata una compositrice, drammaturga e principessa tedesca, nota sotto gli pseudonimi di A. Serena e Heiter Amalie.
Era la prima figlia del principe Massimiliano di Sassonia e della principessa Carolina di Borbone-Parma.

## Biografia

### Infanzia
Maria Amalia è nata al Palazzo reale di Dresda, dove risiedevano i suoi genitori, trascorse tutta la sua infanzia principalmente a Pillnitz, nel Castello di Pillnitz e a Dresda, dove visse anche tutta la sua vita. I suoi genitori erano Massimiliano di Sassonia e Carolina di Borbone-Parma. Venne battezzata con i nomi di Maria Amalia in onore di sua nonna materna Maria Amalia d'Asburgo-Lorena, e Federica Augusta in onore dell'ex sovrano di Sassonia Federico Augusto I. 
Sua madre e suo padre erano descritti come felici e molto presenti nella vita dei figli, essendo il loro un matrimonio d'amore. Nel 1804 sua madre morì di infezione dopo l'ottavo parto, e della sua educazione si prese cura sua zia Maria Teresa d'Austria, cugina di sua madre e moglie del fratello di Massimiliano, Antonio, principe ereditario di Sassonia. 
Era una donna colta e intellettualmente curiosa, che componeva musica da camera, opera e musica sacra, cantava, scriveva commedie e suonava il clavicembalo.
Le sue composizioni più popolari furono le sue opere comiche. Interpretava i suoi personaggi con l'innovazione e il colore.
Amalia studiò con Joseph Schuster, Vincenzo Rastrelli, Johann Miksch, Franz Anton Schubert e Carl Maria von Weber.

### Vecchiaia e morte
Nonostante il suo successo come scrittrice Amalia di Sassonia visse molto modestamente. I proventi delle sue opere furono spesso donati in beneficenza, molte delle sue commedie dal 1836 vennero pubblicate e i proventi furono donati all'Associazione benefica delle donne a Dresda. Per la costruzione del primo Semperoper (teatro dell'opera di Dresda) donò 80.000 dollari.
Nel 1817, sposò Franciscus de Merendonque e continuò a lavorare alle sue opere musicali e letterarie. Viaggiava volentieri e fu per un tempo in Italia (nel 1819 e nel 1829), in Spagna (1825) e Vienna.
Nel 1851 Amalia era malata di cataratta, venne operata nel 1853 ma l'intervento la portò alla cecità.
Amalia di Sassonia morì nel 1870 a Pillnitz vicino a Dresda. Venne sepolta nella cripta della famiglia reale nella Hofkirche.

## Opere musicali
- Am Tage unsers guten Vaters (1814)
- Una donna (1816)
- Le nozze funeste (1816)
- Die Abentheurer von Thornburg (1817)
- Le tre cinture (1817)
- Il prigioniere (1820)
- L'americana (1820)
- Elvira (1821)
- Elisa ed Ernesto (1823)
- La fedeltà alla prova (1826)
- Vecchiezza e gioventù (1828)
- Der Krönungstag (1829)
- Il figlio pentito (1831)
- Il marchesino (1833)
- Die Siegesfahne (operetta, 1834)
- La casa disabitata (1835)[2]

## Ascendenza
|                                               |                          |                                              | Genitori                                      |  |  | Nonni |  |  | Bisnonni               |  |  | Trisnonni        |  |
|                                               |                          |                                              |                                               |  |  |       |  |  | Augusto III di Polonia |  |  | Augusto il Forte |  |
|                                               |                          |                                              |                                               |  |  |       |  |  | Augusto III di Polonia |  |  | Augusto il Forte |  |
|                                               |                          | Cristiana Eberardina di Brandeburgo-Bayreuth |                                               |  |  |       |  |  | Augusto III di Polonia |  |  |                  |  |
| Federico Cristiano, Elettore di Sassonia      |                          |                                              |                                               |  |  |       |  |  | Augusto III di Polonia |  |  |                  |  |
|                                               |                          | Arciduchessa Maria Giuseppa d'Austria        | Giuseppe I, Sacro Romano Imperatore           |  |  |       |  |  |                        |  |  |                  |  |
|                                               |                          | Arciduchessa Maria Giuseppa d'Austria        | Giuseppe I, Sacro Romano Imperatore           |  |  |       |  |  |                        |  |  |                  |  |
|                                               |                          | Arciduchessa Maria Giuseppa d'Austria        | Guglielmina Amalia di Brunswick-Lüneburg      |  |  |       |  |  |                        |  |  |                  |  |
| Massimiliano, Principe Ereditario di Sassonia |                          | Arciduchessa Maria Giuseppa d'Austria        |                                               |  |  |       |  |  |                        |  |  |                  |  |
|                                               |                          | Carlo VII, Sacro Romano Imperatore           | Massimiliano II Emanuele, Elettore di Baviera |  |  |       |  |  |                        |  |  |                  |  |
|                                               |                          | Carlo VII, Sacro Romano Imperatore           | Massimiliano II Emanuele, Elettore di Baviera |  |  |       |  |  |                        |  |  |                  |  |
|                                               |                          | Carlo VII, Sacro Romano Imperatore           | Teresa Cunegonda Sobieska di Polonia          |  |  |       |  |  |                        |  |  |                  |  |
| Duchessa Maria Antonia di Baviera             |                          | Carlo VII, Sacro Romano Imperatore           |                                               |  |  |       |  |  |                        |  |  |                  |  |
|                                               |                          | Arciduchessa Maria Amalia d'Austria          | Giuseppe I, Sacro Romano Imperatore           |  |  |       |  |  |                        |  |  |                  |  |
|                                               |                          | Arciduchessa Maria Amalia d'Austria          | Giuseppe I, Sacro Romano Imperatore           |  |  |       |  |  |                        |  |  |                  |  |
|                                               |                          | Arciduchessa Maria Amalia d'Austria          | Guglielmina Amalia di Brunswick-Lüneburg      |  |  |       |  |  |                        |  |  |                  |  |
| Amalia di Sassonia                            |                          | Arciduchessa Maria Amalia d'Austria          |                                               |  |  |       |  |  |                        |  |  |                  |  |
|                                               | Filippo I, Duca di Parma | Filippo V di Spagna                          |                                               |  |  |       |  |  |                        |  |  |                  |  |
|                                               | Filippo I, Duca di Parma | Filippo V di Spagna                          |                                               |  |  |       |  |  |                        |  |  |                  |  |
|                                               | Filippo I, Duca di Parma | Elisabetta Farnese                           |                                               |  |  |       |  |  |                        |  |  |                  |  |
| Ferdinando I, Duca di Parma                   | Filippo I, Duca di Parma |                                              |                                               |  |  |       |  |  |                        |  |  |                  |  |
|                                               |                          | Luisa Elisabetta di Francia                  | Luigi XV di Francia                           |  |  |       |  |  |                        |  |  |                  |  |
|                                               |                          | Luisa Elisabetta di Francia                  | Luigi XV di Francia                           |  |  |       |  |  |                        |  |  |                  |  |
|                                               |                          | Luisa Elisabetta di Francia                  | Maria Leszczyńska                             |  |  |       |  |  |                        |  |  |                  |  |
| Principessa Carolina di Parma                 |                          | Luisa Elisabetta di Francia                  |                                               |  |  |       |  |  |                        |  |  |                  |  |
|                                               |                          | Francesco I, Sacro Romano Imperatore         | Leopoldo, Duca di Lorena                      |  |  |       |  |  |                        |  |  |                  |  |
|                                               |                          | Francesco I, Sacro Romano Imperatore         | Leopoldo, Duca di Lorena                      |  |  |       |  |  |                        |  |  |                  |  |
|                                               |                          | Francesco I, Sacro Romano Imperatore         | Elisabetta Carlotta d'Orléans                 |  |  |       |  |  |                        |  |  |                  |  |
| Arciduchessa Maria Amalia d'Austria           |                          | Francesco I, Sacro Romano Imperatore         |                                               |  |  |       |  |  |                        |  |  |                  |  |
|                                               |                          | Maria Teresa d'Austria                       | Carlo VI, Sacro Romano Imperatore             |  |  |       |  |  |                        |  |  |                  |  |
|                                               |                          | Maria Teresa d'Austria                       | Carlo VI, Sacro Romano Imperatore             |  |  |       |  |  |                        |  |  |                  |  |
|                                               |                          | Maria Teresa d'Austria                       | Elisabetta Cristina di Brunswick-Wolfenbüttel |  |  |       |  |  |                        |  |  |                  |  |
|                                               |                          | Maria Teresa d'Austria                       |                                               |  |  |       |  |  |                        |  |  |                  |  |